# وادي ثقيب
وادي ثقيبٌ أو وادي ثقب أحد روافد وادي القاحة..